# Dzierżymir Jankowski
Dzierżymir Jankowski (ur. 24 września 1932, zm. 26 października 2023) – prof. dr hab. nauk humanistycznych o specjalności andragogika, pedagogika kultury, pedagogika społeczna.

## Życiorys
W 1975 uzyskał stopień doktora nauk humanistycznych w zakresie pedagogiki, a w 1989 roku habilitował się. Od 2002 roku posiadał tytuł profesora nauk humanistycznych. Był emerytowanym profesorem Uniwersytetu im. Adama Mickiewicza w Poznaniu – Wydziału Pedagogiczno-Artystycznego oraz profesorem Gnieźnieńskiej Szkoły Wyższej Milenium. Mieszkał w Poznaniu.

## Monografie
- Działalność kulturalna w Zakładach H. Cegielski w latach 1945–1955. Poznań 1971, PWN. W serii: Materiały i Studia do Dziejów Kultury w Wielkopolsce XIX i XX Wieku, Zeszyt 1, stron 76.
- Dom kultury. Studium socjologiczno-pedagogiczne. Warszawa 1977, Centralny Ośrodek Metodyki Upowszechniania Kultury, stron 287, dodruk 1978.
- Problemy i perspektywy samorządności kulturalnej. Warszawa 1987, Wydawnictwo COMUK, stron 80.
- Wychowawcze perspektywy działalności kulturalno-oświatowej. Poznań 1988, Wydawnictwo Naukowe UAM, stron 142.
- Autoedukacja wyzwaniem współczesności. Toruń 1999, Wydawnictwo Adam Marszałek, stron 250
- Szkoła – środowisko – współdziałanie. Toruń 2001, Wydawnictwo Adam Marszałek, stron 8I.
- Edukacja wobec zmiany. Toruń 2001, Wydawnictwo Adam Marszałek, stron 225, też dalsze wznowienia.
- Pedagogika kultury. Studia i koncepcja. Kraków 2006, wyd. II – 2010, Oficyna Wydawnicza „Impuls”, stron. 288.
- Edukacja i autoedukacja. Współzależność, konteksty, twórczy rozwój, Wydawnictwo Adam Marszałek, Toruń 2012, stron 340

## Podręczniki i skrypty
- Projektowanie działalności kulturalno-oświatowej. Warszawa 1979. COMUK, skrypt, stron 63.
- Wstęp do metodyki działalności kulturalno-oświatowej (wraz z: J. Kargul, F. Kowalewski, K. Przyszczypkowski), Poznań 1982, *Wydawnictwo Naukowe UAM, skrypt, stron 193.
- Podstawy działalności kulturalno-oświatowej (wraz z: J. Kargul, F. Kowalewski, K. Przyszczypkowski). Warszawa 1985, Centralny *Ośrodek Metodyki Upowszechniania Kultury, podręcznik, stron 311.
- Podstawy edukacji dorosłych. Zarys problematyki [współautorzy: K. Przyszczypkowski, J. Skrzypczak]. Podręcznik akademicki, Poznań 1996, Wydawnictwo Naukowe UAM, stron 168, też dalsze wznowienia.

## Prace zbiorowe pod redakcją D. Jankowskiego
- Społeczny ruch kulturalny. Tradycja a współczesność (wraz z: L. Trzeciakowski). Poznań 1981, WTK i UAM, stron 185, w serii: *Materiały i Studia do Dziejów Kultury w Wielkopolsce w XIX i XX Wieku.
- Edukacja kulturalna. Szkoła i rodzina. Kalisz 1993. Kolegium Pedagogiczno-Artystyczne UAM i WOM, stron 215.
- Szkolnictwo wyższe w Kaliszu. Tradycje i perspektywy (wraz z: H. Molendowa). Zeszyty Kaliskiego Towarzystwa Przyjaciół Nauk, nr 1, *Kalisz 1995, stron.139.
- Edukacja kulturalna i aktywność artystyczna. Poznań 1996, Wydawnictwo Naukowe UAM, stron 193.
- Z badań naukowych kaliskich pedagogów (wraz z: A. Twardowski), Zeszyty Kaliskiego Towarzystwa Przyjaciół Nauk, nr 3, Kalisz 1998, stron 190.
- Edukacja kulturalna w życiu człowieka. Kalisz 1999, Instytut Pedagogiczno-Artystyczny UAM, stron 477.
- Szkoła w społeczności lokalnej. Kalisz 2003, Uniwersytet im. A. Mickiewicza – Wydział Pedagogiczno-Artystyczny, stron 305.
- Rozpoznania i szkice pedagogiczne. Łódź 2005, Wydawnictwo Wyższej Szkoły Humanistyczno-Ekonomicznej, stron 189.

## Wybór ważniejszych artykułów z prac zbiorowych i czasopism naukowych
- Geneza domu kultury w Polsce. W: Pedagogika społeczna Heleny Radlińskiej. Biuletyn TWWP „Człowiek w Pracy i w Osiedlu”, nr 2 i 3 (92 i 93). Warszawa 1980, strony 167-171.
- Dom kultury jako ośrodek twórczości. W: Kultura i Społeczeństwo, nr 3, Warszawa 1983, strony 191-198.
- Współdziałanie instytucji upowszechniania kultury i szkół w perspektywie integracji lokalnych środowisk wychowawczych. W: Studia *Pedagogiczne, tom XLVII, 1984, strony 191-206.
- Wychowanie w działalności kulturalno-oświatowej. Swoistość procesu wychowawczego czy jego brak? W: Domy kultury w Polsce Ludowej, pod red. J. Kargula, Wrocław 1985, UWr., strony 119-136.
- Regionalne towarzystwa kultury wobec perspektyw i zadań aktywizacji lokalnych środowisk społecznych. W: Region Lubelski, rocznik, nr 1(3) 1986. Lublin 1990, Wydawnictwo Lubelskie, strony 27-41.
- Problem wychowania w teoretycznej refleksji nad działalnością kulturalno-oświatową. W: Kultura i Społeczeństwo, 1986, nr 3, Warszawa, strony 219-231.
- U podstaw pedagogicznej teorii działalności kulturalno-oświatowej. W: Człowiek i Społeczeństwo, tom 3, Poznań 1987, UAM, strony 5-19.
- Organizacja domu kultury jako przedmiot twórczości. W: Dom kultury jako środowisko twórcze. Projekty i strategie ich osiągania, pod red. A.W. Nocunia. Warszawa 1988, COMUK, strony 29-40.
- Współczesny ruch regionalny wobec zagrożeń kulturalnej podmiotowości człowieka. W: Oświata Dorosłych, 1989, nr 3, strony 140-145.
- Edukacja kulturalna, czyli jaka? Rozważania o pojęciu, znaczeniu i współczesnych problemach. W: Edukacja kulturalna. Szkoła i rodzina, pod red. D. Jankowskiego, Kalisz 1993, KP-A UAM i WOM, strony 8-23.
- Autoedukacja wyzwaniem współczesności. Pedagogiczny wymiar problemu. W: Stare i nowe dylematy teorii wychowania, pod red. J. Górniewicza. Toruń 1993, Wydawnictwo Adam Marszałek, strony 121-128.
- Jeden czy wielość paradygmatów działalności kulturalnej, w: J. Gajda (red.), Animacja kulturalna jako problem pedagogiczny. Lublin 1994, Wyd. UMCS, strony 19-32.
- Bogdan Suchodolski o upowszechnianiu i uspołecznieniu kultury, w: Profesor Bogdan Suchodolski. Jego filozofia, myśl pedagogiczna i działalność. Warszawa 1996, Polskie Towarzystwo Pedagogiczne, strony 103-115
- Aktywność kulturalna – aspekty socjalizacyjne i edukacyjne, w: J. Gajda (red.), Pedagogika kultury a edukacja kulturalna. Rozwój historyczny, aktualność, perspektywy. Lublin-Dęblin 1996, UMCS i WSOSP, strony 138-151.
- Wartości – aktywność artystyczna – paradygmaty działalności kulturalnej, w: D. Jankowski (red.), Edukacja kulturalna i aktywność artystyczna. Poznań 1996, Wyd. Naukowe UAM, strony 23-52.
- Dwa modele aktywności kulturalnej: maksymalizacja percepcji oraz twórczość i autoedukacja, w: I. Wojnar i J. Kubin (red.), Edukacja wobec wyzwań XXI wieku. Warszawa 1996, Komitet Prognoz „Polska w XXI Wieku” przy Prezydium PAN, strony 424-445.
- Autoedukacja w rozwoju psychicznym dorosłych, w: T. Aleksander (red.), Teraźniejszość i przyszłość edukacji dorosłych. Toruń 1997, Wydawnictwo Adam Marszałek, strony 151-158.
- Znaczenie autokreacji intencjonalnej w edukacji kulturalnej, w: J. Żebrowski (red.), Edukacja kulturalna w społeczeństwie obywatelskim. Gdańsk 1997, Gdańskie Towarzystwo Naukowe, strony 27-38.
- Kultura. Uczestnictwo w kulturze. Hasło w Encyklopedii psychologicznej, pod red. W. Szewczuka, Warszawa 1998, Fundacja Innowacja, strony 185-190.
- Postawa autoedukacyjna barierą dla alienacji kulturalnej i konsumpcjonizmu. W: Kultura inspiracją kształcenia ogólnego, pod red. I. *Wojnar i J. Kubina. Warszawa 1998, Komitet Prognoz „Polska w XXI Wieku” przy Prezydium PAN, strony 317-333.
- Edukacja kulturalna w czasach „rewolucji podmiotów”. W: Edukacja kulturalna w życiu człowieka, pod red. D. Jankowskiego. Kalisz 1999, Instytut Pedagogiczno-Artystyczny UAM, strony 37-47.
- Szkoła wobec edukacji równoległej. W: I. Wojnar, A. Bogaj, J. Kubin (red.), Strategie reform oświatowych w Polsce na tle porównawczym. Warszawa 1999, Komitet Prognoz „Polska 2000 Plus” przy Prezydium PAN, strony 67-90.
- Autoedukacja dorosłych jako ochrona tożsamości i autonomii jednostki. W: Edukacja dorosłych w perspektywie integrowania się Europy, pod red. Zdzisława Wołka, Zielona Góra 2000, Wyższa Szkoła Pedagogiczna im. T. Kotarbińskiego, s. 113–123.
- Postawa autoedukacyjna profilaktyką zagrożeń uczestnictwa kulturalnego, w: Studia Pedagogiczno-Artystyczne, tom I pod red. M. *Walczaka, Kalisz 2000, Instytut Pedagogiczno-Artystyczny UAM, s. 9–36.
- Znaczenie pracy nad sobą w edukacji kulturalnej, w: Edukacja zorientowana na XXI wiek, pod red. Janusza Gajdy, Lublin 2000, Wydawnictwo UMCS s. 120–129.
- Edukacja kulturalna wymogiem i szansą współczesnego człowieka, w: B. Idzikowski, Ewa Narkiewicz-Niedbalec (red.), Edukacja kulturalna dzieci i młodzieży, Zielona Góra 2000, Centrum Animacji Kultury w Warszawie, Regionalne Centrum Animacji Kultury w Zielonej Górze, s. 76–87.
- Szkoła przygotowująca i wspomagająca samoedukującego się ucznia, w: I. Wojnar, J. Kubin (red.), Etos edukacji w XXI wieku, Warszawa 2000, Komitet Prognoz Polska 2000Plus przy Prezydium PAN.
- W poszukiwaniu szansy otwarcia się szkoły, w: Halina Rotkiewicz (red.), Florian Znaniecki. Myśl społeczna a wychowanie – inspiracje dla współczesności, Warszawa 2001, Wydawnictwo Akademickie Żak, strony 136-154.
- Edukacyjne intencje i aspekty animacji kulturalnej, w: Janusz Gajda, Wiesław Żardecki (red.), Dylematy animacji kulturalnej, Lublin 2001, Wydawnictwo UMCS, s. 85–102.
- Problemy z podmiotowością wychowanka w procesach edukacyjnych, w: Wokalistyka w Polsce i na Świecie, tom I, Wrocław 2002, Akademia *Muzyczna im. Karola Lipińskiego i Polskie Stowarzyszenie Pedagogiki Śpiewu, s. 181–191.
- Autoedukacja, w: Encyklopedia Pedagogiczna XXI Wieku, tom I, pod red. Tadeusza Pilcha. Warszawa 2003, Wydawnictwo Akademickie „Żak”, s. 232–239.
- Dom kultury, w: Encyklopedia Pedagogiczna XXI Wieku, tom I, pod red. Tadeusza Pilcha. Warszawa 2003, Wydawnictwo Akademickie „Żak”, s. 748–755.
- Edukacja kulturalna, w: Encyklopedia Pedagogiczna XXI Wieku, tom I, pod red. Tadeusza Pilcha. Warszawa 2003, Wydawnictwo Akademickie „Żak”, s. 923–929.
- Zaniedbywane obszary edukacji, w: K. Polak i B. Urban (red.), Edukacyjne wyzwania w krajach postkomunistycznych. Kraków 2003, *Wydawnictwo Uniwersytetu Jagiellońskiego, s. 123–134.
- Czy potrzebna jest nowa pedagogika czasu wolnego?, w: Dariusz Kubinowski (red.), Kultura, wartości, kształcenie. Toruń 2003, *Wydawnictwo Adam Marszałek, s. 154–163.
- Kształcenie formalne wobec zadania wzbudzania i wspomagania autoedukacji. W: E. Kameduła, I. Kuźniak i W. Piotrowski (red.), W kręgu edukacji, nauk pedagogicznych i krajoznawstwa. Poznań 2003, Wydział Studiów Edukacyjnych UAM, s. 188–195.
- Autoedukacja szansą pełni indywidualnego rozwoju człowieka. W: Zbiór studiów pod red. I. Wojnar i J. Kubina, Bogdan Suchodolski. W stulecie urodzin – trwałość inspiracji. Warszawa 2004, Komitet Prognoz „Polska 2000 Plus” przy Prezydium PAN, s. 136–157.
- Kilka uwag do tekstu Zbigniewa Kwiecińskiego Pedagogika totalna Bogdana Suchodolskiego, w: Teraźniejszość, Człowiek, Edukacja, nr 2 (30), Wrocław 2005, Dolnośląska Szkoła Wyższa Edukacji, s. 107–112.
- Aktywność kulturalna a edukacja kulturalna w perspektywie permanencji procesów rozwoju człowieka, w: Rocznik Pedagogiki Kultury, 2005, Lublin, Wydawnictwo UMCS, s. 123–144.
- Człowiek dorosły współkreatorem swojego środowiska edukacyjnego, w: Marek Podgórny (red.), Człowiek na edukacyjnej fali. Współczesne konteksty edukacji dorosłych. Kraków 2005, Oficyna Wydawnicza Impuls, s. 83–103.
- Aktywność kulturalna dorosłych w sytuacji potężnienia rynku kultury i bezwładu edukacji ogólnej – wyzwania dla animacji. W: B. *Jedlewska (red.), Akademickie kształcenie animatorów i menedżerów kultury w Polsce, Lublin 2006, UMCS, s. 34–41.
- Rodzina wobec problemu czasu wolnego. W: Pedagogika Rodziny, nr 1 (1) 2006. Opieka i wychowanie we współczesnej rodzinie. Łódź 2006, Wyższa Szkoła Humanistyczno-Ekonomiczna, s. 57–68.
- Czas wolny i jego wykorzystanie jako problem edukacji kulturalnej, w: J. Papież (red.), Człowiek, kultura, edukacja. Gdańsk 2006. *Wydawnictwo Uniwersytetu Gdańskiego, s. 74–88.
- Edukacja kulturalna dorosłych doniosłym zadaniem we współczesnym społeczeństwie, w: Irena Wojnar (red.), Edukacja i kultura. Idea i realia edukacji, Warszawa 2006, Polska Akademia Nauk, Komitet Prognoz „Polska 2000 Plus”, s. 209–229.
- Środowisko edukacyjne człowieka dorosłego jako problem pedagogiki społecznej i andragogiki, w: Rocznik Andragogiczny 2006, *Akademickie Towarzystwo Andragogiczne, Warszawa-Toruń 2007, s. 47–65.
- Permanentna edukacja kulturalna warunkiem podmiotowego udziału człowieka dorosłego w społeczeństwie wiedzy, w: W. Horyń i J. *Maciejewski (red.), Nauczyciel andragog w społeczeństwie wiedzy, Wrocław 2007, Wydawnictwo Uniwersytetu Wrocławskiego, s. 207–215.
- Edukacja kulturalna w szkole w wizji socjopedagoga i pedagoga kultury, w: J. Grzesiak (red.), Ewaluacja i innowacje w edukacji nauczycieli, tom 2, Kalisz 2007, UAM – Wydział Pedagogiczno-Artystyczny, s. 99–116.
- Rozwijanie aktywności kulturalnej młodzieży i jej wiedzy o kulturze w praktyce edukacji szkolnej, w: Pedagogika Kultury, tom III, Lublin 2007, Wydawnictwo UMCS, s. 61–76.
- Wypowiedzi D. Jankowskiego w Debacie w ramach konferencji Akademickie kształcenie animatorów i menedżerów kultury w Polsce: koncepcje, doświadczenia, wyzwania, w: Pedagogika Kultury, tom III, Lublin 2007, Wydawnictwo UMCS, s. 159–162; 162; 170-171; 172; 185-186.
- Problematyka edukacji kulturalnej dorosłych w ponowoczesnym społeczeństwie w refleksji pedagogicznej, w: J. Modrzewski i K. Maćkowiak (red.), Teoria pedagogiczna i praktyka edukacyjna, Leszno 2007, Państwowa Wyższa Szkoła Zawodowa im. Jana Amosa Komeńskiego, s. 29–46.
- Uczestnictwo w kulturze, w: Encyklopedia Pedagogiczna XXI Wieku, tom VI, Wydawnictwo Akademickie ŻAK, Warszawa 2007, s. 902–911.
- Upowszechnianie kultury, w: Encyklopedia Pedagogiczna XXI Wieku, tom VI, Wydawnictwo Akademickie ŻAK, Warszawa 2007, s. 1134–1144.
- Edukacja, aktywność kulturalna, rekreacja ludzi starzejących się, w: Polska w obliczu starzenia się społeczeństwa. Diagnoza i program działania. Komitet Prognoz „Polska 2000 Plus” przy Prezydium PAN, Warszawa 2008, s. 195–213.
- Środowiskowe życie intelektualne jako wartość kulturowa i osobotwórcza w refleksji andragoga, pedagoga społecznego i pedagoga kultury, w: D. Wańka (red.), Dokonania regionalnego ruchu naukowego w Polsce, Kaliskie Towarzystwo Przyjaciół Nauk, Kalisz 2008, s. 9–18.
- Znaczenie pracy nad swoim rozwojem w okresie późnej dorosłości, w: Renata Konieczna-Woźniak (red.), Dorosłość wobec starości. Oczekiwania – radości – dylematy, Studia Edukacyjne, nr 8/2008, Wydawnictwo Naukowe UAM, Poznań 2008.
- Twórcze istnienie w kulturze symbolicznej świata ponowoczesnego doniosłym problemem socjopedagogicznym, w: W. Kaczocha (red.), Społeczeństwo informacyjne. Wybrane zagadnienia i problemy, Zeszyty Naukowe Wyższej Szkoły Komunikacji i Zarządzania, Poznań 2009.
- Praca ucznia nad sobą wyzwaniem współczesnej szkoły, w: Cz. Plewka (red.), Ku dobrej szkole. Cywilizacyjne dylematy współczesnej edukacji, tom I, WSH w Szczecinie i ITE-PIB w Radomiu 2009.
- Świat kultury jednostki – kultury czyjejś. Wnioski dla współczesnej pedagogiki kultury, w: J. Gajda (red.), Humanistyczno-antropologiczna ewolucja pedagogiki kultury. Konsekwencje dla teorii i praktyki, Impuls, Kraków 2009.
- Jednostka współkreatorem swojego środowiska. Wyzwania dla edukacji i animacji społeczno-kulturalnej, w: K. Segiet, K. Słupska-Kwiatkowska (red.), Animacja środowiska a edukacja i wychowanie na potrzeby jutra, Gnieźnieńska Wyższa Szkoła Humanistyczno-Menedżerska „Milenium”, Gniezno 2010.
- Podmiotowe uczestnictwo w sztuce a kreowanie tożsamości osobowej jednostki. W:K. Pankowska (red. nauk.), Sztuka i wychowanie. *Współczesne problemy edukacji estetycznej, Wydawnictwo Akademickie ŻAK, Warszawa 2010, s. 142–159.
- Autoedukacja niezbędnym składnikiem procesów twórczego uczestnictwa w kulturze. W: K. Olbrycht, Dorota Sieroń-Galusek (red.), Inspiratorzy, projektodawcy, realizatorzy edukacji kulturalnej i upowszechniania kultury, Wydawnictwo Adam Marszałek, Toruń 2010, s. 137–154.
- Postawa wobec wiedzy i własnego rozwoju w ponowoczesnym świecie, w: P. Frąckowiak (red.),Pedagogika społeczna i oblicza wychowania czasu przemian, GWSH-M „Milenium”, Gniezno 2011, s. 69–80.
- Dylematy identyfikacji, uczestnictwa i dystansu w przestrzeni społeczno-kulturowej, w: K. Wojnowski, M. Marcinkowski (red.), O przestrzeni edukacyjnej. Chaos, żywioły, ład. Parerga, Uniwersytet im. A. Mickiewicza – Wydział Pedagogiczno-Artystyczny, Poznań – Kalisz 2009, s. 32–52.
- Talent, pasja i praca nad sobą, w: Album Amicorum Waldemara Łazugi, Wydawnictwo Instytutu Historii UAM, Poznań 2012, s. 220–226
- Refleksje o edukacji i autoedukacji w obliczu zmiany społecznej, w: Anna Knocińska (red.), Edukacja, kultura, twórczy rozwój, Księga Jubileuszowa z okazji 80.urodzin Profesora Dzierżymira Jankowskiego, Gnieźnieńska Szkoła Wyższa Milenium, Gniezno 2013, s. 67–72.
- Twórczy rozwój jednostki w całożyciowych procesach edukacji i samoedukacji, w: Dialogi o Kulturze i Edukacji, periodyk, WSH im. Króla S. Leszczyńskiego, Leszno 2012, s. 107–139.
- Komplementarność procesów edukacji i autoedukacji wyzwaniem czasu ponowoczesnego, w: Ewa Solarczyk-Ambrozik (red. nauk.), Całożyciowe uczenie się jako wyzwanie dla teorii i praktyki edukacyjnej, Wydawnictwo Naukowe UAM, Poznań 2013, s. 88–103.
- Intraaktywność w wieku późnej dorosłości. Doniosłość, problemy i potrzeba społeczno-edukacyjnego wspomagania. W: K. Olbrycht, B. Głyda, A. Matusiak (red.), Kompetencje do prowadzenia edukacji kulturalnej, Wydawnictwo Uniwersytetu Śląskiego, Katowice 2014, s. 293–310.
- Problem podmiotowości jednostki w środowisku jej życia. W: M. Kowalski, A. Knocińska, Przemysław Frąckowiak (red.), Reintegracja – Edukacja – Adaptacja. Aktywizacja zawodowa i społeczna osób zagrożonych wykluczeniem, Gnieźnieńska Szkoła Wyższa Milenium, Gniezno 2015, s. 17–31.
- Socjalizacja jednostki wobec wzrostu dynamiki zmian środowiska życia. W: Pedagogika w społeczeństwie – społeczeństwo w pedagogice, pod red.A. Matysiak-Błaszczyk i E. Włodarczyk, Uniwersytet im. A. Mickiewicza, Poznań 2016, s. 215–223.